# Anochetus ghilianii
Anochetus ghilianii es una especie de hormiga de la subfamilia Ponerinae,  nativa de Marruecos, y también tiene un estado no confirmado en Gibraltar y España, porque los científicos no están seguros si son nativos o exóticos previstos teniendo un área muy baja donde  vive en la península ibérica (Sólo se ha encontrado en la provincia de Cádiz en España).
La especie solo tiene una reina por colonia, es decir monogina, las reinas de esta especie es ergatioide, significando que no tiene alas. Aun así los machos de la colonia tienen alas. La cantidad de obreras varía entre 300-250 en meses tempranos del año hasta entre 10-50 en el verano, por ello las colonias no son muy grandes y  son normalmente 20-30cm profundo.

## Identificación
Esta especie es muy fácil de identificar de otras especies que habitan en el mismo sitio porque no hay otras especies de la subfamilia Ponerinae de mandíbula trampa en Marruecos y la península ibérica y el otro género de mandíbula de trampa de hormigas en estos países son del género Strumigenys y esas tienen las cabezas de triángulo en vez de cabeza hexagonales. Estas cosas significan que  es imposible confundirla con otras especies de esos países.

## Defensa y ataque
Como otras especies de los géneros Anochetus y Odontomachus esta especie tiene tanto un aguijón y sus icónicas mandíbulas cuáles utilizan para defenderse y atrapar sus presas. El aguijón suele inyectar una toxina que paraliza a su presa. Las mandíbulas pueden ser tanto utilizadas para morder y 'despegar' contra algo hacia atrás para una escapada rápida.